# Stanisław Wycech
Stanisław Wycech (27 juin 1902 – 12 janvier 2008) fut le dernier vétéran polonais de la Première Guerre mondiale. Il vécut à Varsovie jusqu'à sa mort.

## Honneurs et distinctions
- Croix d'officier de l'Ordre Polonia Restituta
- Croix de l'Indépendance avec épées